# Gustaf Fredrikson
Johan Gustaf "Frippe" Fredrikson, född 31 juli 1832 i Stockholm, död 5 november 1921 i Stockholm, var en svensk skådespelare och teaterchef.

## Biografi
Fredrikson studerade vid Uppsala universitet 1851–1860 och avlade kameralexamen 1861. Han scendebuterade på Kungliga Dramatiska Teatern 4 november 1862 i rollen som Duplessis i pjäsen Min tants planer. Han blev fast engagerad 1863 och verkade sedan fram till 1877 och åter 1878–1887 i de kungliga teatrarna. 1879–1884 var han även Dramatens intendent. Spelåret 1887–1888 gästspelade han för Lorentz Lundgren vid Stora teatern i Göteborg.
I samband med att riksdagen drog in hela anslaget till Dramaten och Operan 1888 kom han att bli medlem i den association som tog över driften av Dramaten och blev chef för verksamheten vid Dramaten 1888–1898, från 1891 som enväldig. 1904–1907 ledde han Dramaten för egen räkning.
Fredrikson ägnade sig även 1877–1878, 1898–1904 och 1907–1917 åt gästspel i Stockholm, landsorten och grannländernas huvudstäder. Bland hans roller märks Benedikt i Mycket väsen för ingenting, Mercutio i Romeo och Julia, Dorante i Kärlekens försyn, Almaviva i Figaros bröllop, Karl VII i Orleanska jungfrun, Valentin i Man bör aldrig svära på något, Bolingbroke i Ett glas vatten, Moritz av Sachsen i Adrienne Lecouvreur, Gaston i Klädeshandlaren och hans måg, Hertig Job, De Ryons i Damernas vän, Mariks de Villemer, Olivier de Jalin i Falska juveler, Rysoor i Allt för fosterlandet, Favrolle i Dora, Des Prunelles i Vi skiljas, Fouché i Mme Sans-Gêne, Guldstad i Kärlekens komedi, Stensgård och kammarherre i Bratsberg i De ungas förbund, Helmer och Rank i Ett dockhem, Relling i Vildanden, Rizzio i Maria Stuart, Riis i Det nya systemet, Raymond i Sällskap där man har tråkigt, Béchamel i Odette, Brichanteau i En parisare, Trast-Saarberg i Ära, von Keller i Hemmet och von Wittinghoff i Livets maskerad.
Hans avskedsroll var som Martens i Ungdomsvänner på Gröna Lund-teatern.
År 1912 testamenterade Fredrikson sin kvarlåtenskap till stiftelsen Höstsol, som 1918 inköpte lantegendomen Såsta gård i Täby, vilken fick namnet "Höstsol, Gustaf Fredriksons ålderdomshem".
Fredrikson filmdebuterade 1918 vid 86 års ålder; rollen som kammarherren Emil von Schinkel i Mästerkatten i stövlar blev hans enda filmroll.
Gustaf Fredrikson utgav översättningssamlingen Dramatiska småsaker (1892) och den biografiska Teaterminnen (1918). Han är begravd på Johannes kyrkogård i Stockholm.

## Eftermäle
På en liten holme utanför Lysekil hedrades minnet av Gustaf Fredrikson genom en inskription på en berghäll, med lydelsen:

"Till minne av den frejdade scenkonstnären Gustaf Fredrikson, som under många somrar gästade Lysekil, sista gången 1921, 89-årig, kallas denna holme Frippeskär".
Restaurang Frippe på Nybrogatan, bakom Dramaten är uppkallad efter den uppskattade forne Dramatenchefen Gustaf "Frippe" Fredrikson, som var den som uppförde dess nuvarande byggnad.

## Filmografi
- 1918 – Mästerkatten i stövlar

## Teater

### Roller (ej komplett)
| År   | Roll                          | Produktion                                                  | Regi                | Teater                       |
| ---- | ----------------------------- | ----------------------------------------------------------- | ------------------- | ---------------------------- |
| 1863 | Octave Delacroix, målare      | Så kallade Hedersmän Théodore Barrière och Ernest Capendu   |                     | Kungliga Dramatiska Teatern  |
| 1863 | Emil Stål                     | Rosa och Rosita Clara Andersen                              |                     | Kungliga Dramatiska Teatern  |
| 1863 | Leander, Gerontes son         | Scapins skälmstycken Molière                                |                     | Kungliga Dramatiska Teatern  |
| 1868 | Gaston, markis de Presles     | Klädeshandlaren och hans måg Émile Augier och Jules Sandeau |                     | Kungliga Dramatiska Teatern  |
| 1871 | Bolle, adjunkt                | De skenhelige J. Wibe                                       |                     | Kungliga Dramatiska Teatern  |
| 1875 | Bernhard, prins av Rothenturn | Maria och Magdalena Paul Lindau                             |                     | Kungliga Dramatiska Teatern  |
| 1875 | Rodolphe                      | Hedern och penningen François Pousard                       |                     | Kungliga Dramatiska Teatern  |
| 1876 | Baron d'Estrigaud             | Lejon och rävar Émile Augier                                |                     | Kungliga Dramatiska Teatern  |
| 1876 | Filip von Bohnen              | Wanda Isidor Lundström                                      |                     | Kungliga Dramatiska Teatern  |
| 1876 |                               | Klädeshandlaren och hans måg Émile Augier och Jules Sandeau |                     | Kungliga Dramatiska Teatern  |
| 1876 | Kurt, ryttmästare             | Dagtingan Frans Hedberg                                     |                     | Kungliga Dramatiska Teatern  |
| 1876 | Greve Amaury                  | Rolands dotter Henri de Bornier                             |                     | Kungliga Dramatiska Teatern  |
| 1876 | Kean                          | En arbetare Lorentz Dietrichson                             |                     | Svenska teatern, Helsingfors |
| 1876 | Lord Bolingbroke              | Ett glas vatten Eugène Scribe                               |                     | Kungliga Dramatiska Teatern  |
| 1876 | Direktör Glansberg            | Svart i röd Oscar Wijkander                                 |                     | Kungliga Dramatiska Teatern  |
| 1885 |                               | Vildanden Henrik Ibsen                                      | Konstantin Axelsson | Stora Teatern                |
| 1889 | Guldstad                      | Kärlekens komedi (Kjærlighedens Komedie) Henrik Ibsen       |                     | Dramatiska Teatern           |
| 1889 |                               | Exemplets makt Henri Meilhac och Ludovic Halévy             |                     | Kungliga Dramatiska Teatern  |
| 1893 | Herrn                         | En middagsbjudning Christopher Boeck                        |                     | Vasateatern                  |
| 1900 | Hertig de Ronvray-Rivecourt   | Colinette G. Lenotre och Gabriel Martin                     |                     | Vasateatern                  |
| 1906 | Friherre Max von Wittinghof   | Livets maskerad Ludwig Fulda                                |                     | Dramatiska Teatern           |
| 1909 | Vincenz Arnberg               | Den stora lidelsen Raoul Auernheimer                        | Gustaf Linden       | Dramaten                     |
| 1917 | Bruno Martens                 | Ungdomsvänner Ludwig Fulda                                  | Einar Fröberg       | Intima teatern               |

## Utmärkelser
- Litteris et Artibus
- Riddare av Nordstjärneorden
- Kommendör av Vasaorden, 2:a klassen (1 december 1906).[26]

## Bildgalleri

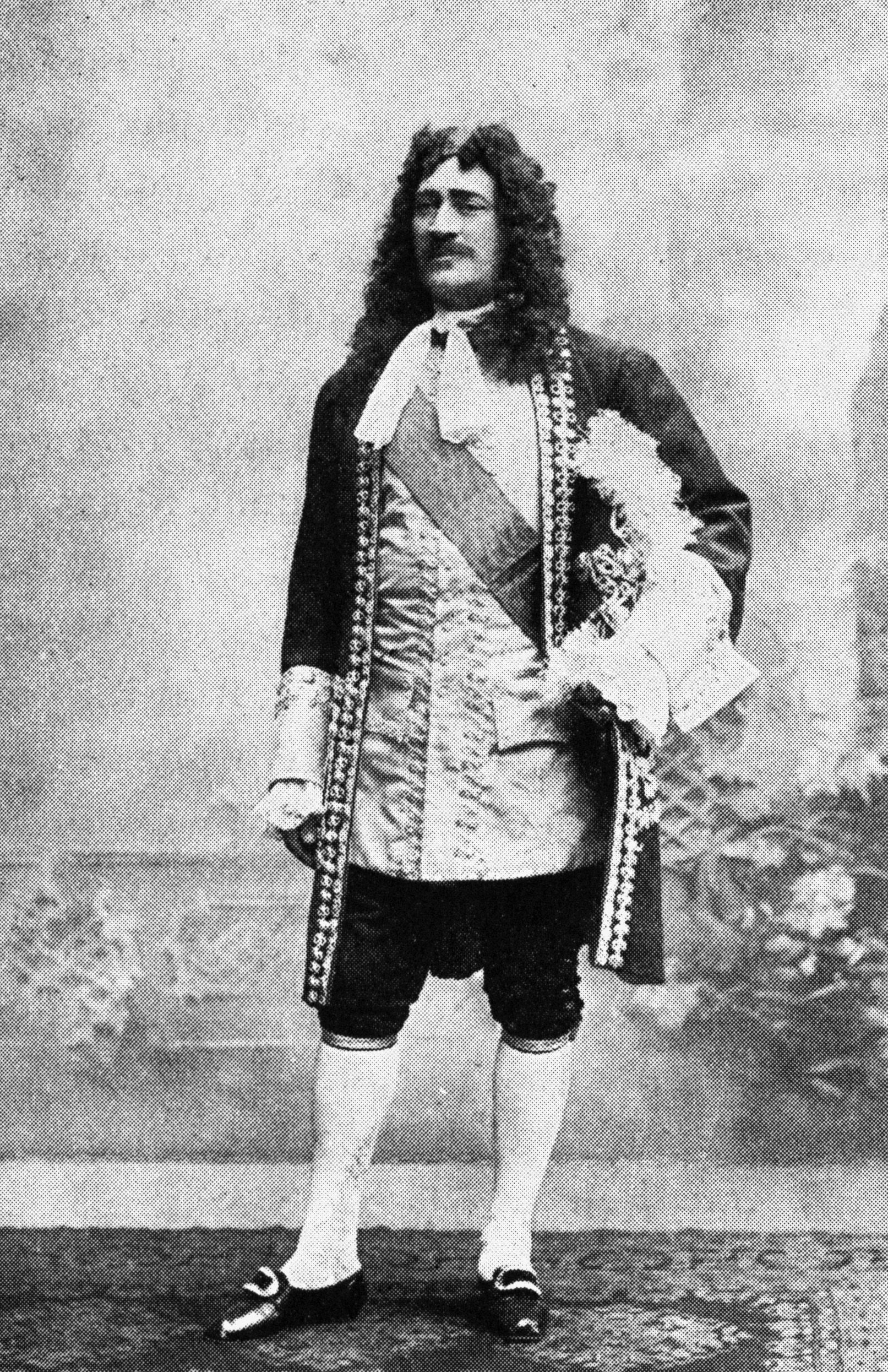
Som Bolingbroke i Ett glas vatten. 1876.
Porträtt utfört av Robert Lundberg.
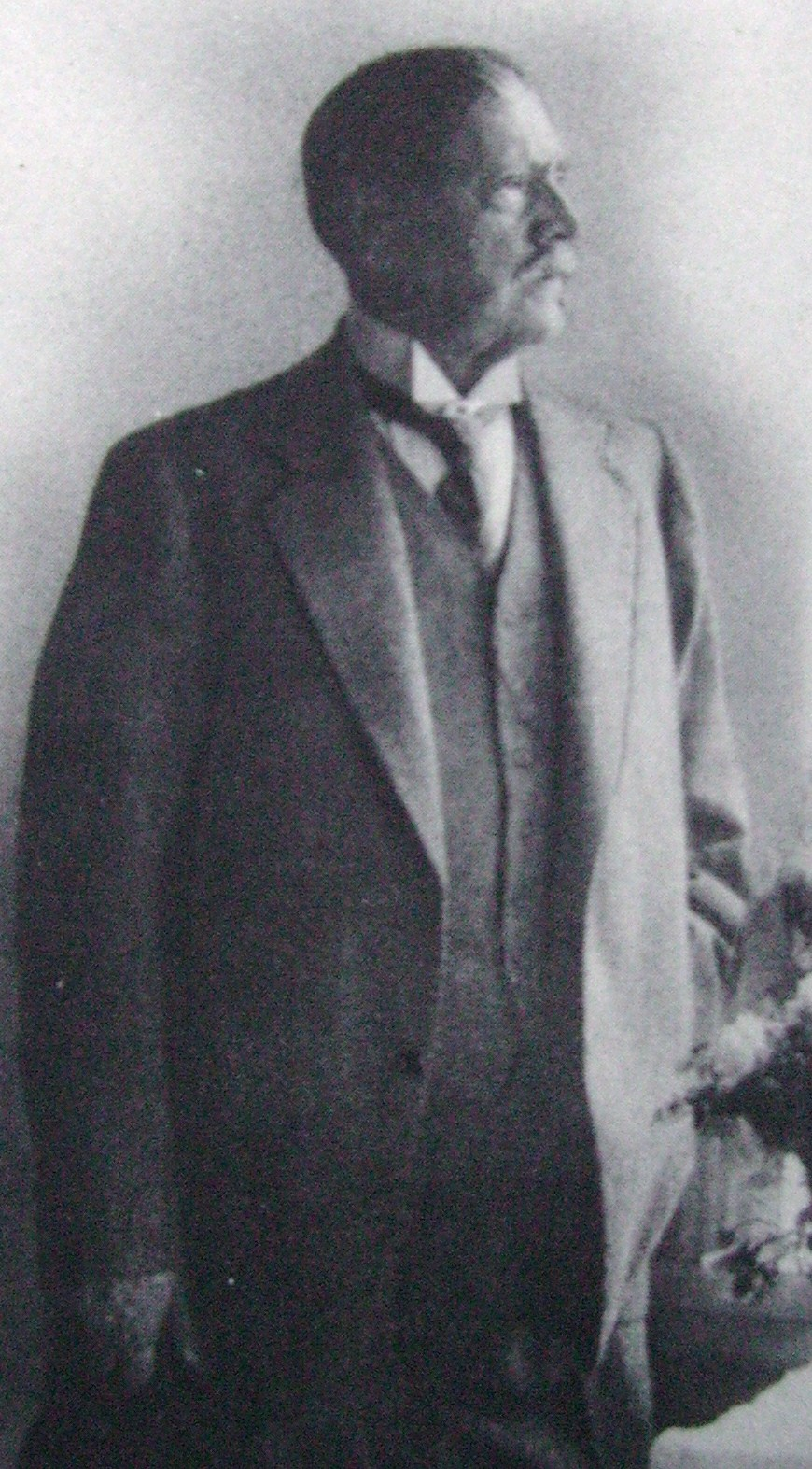
Foto i helfigur.
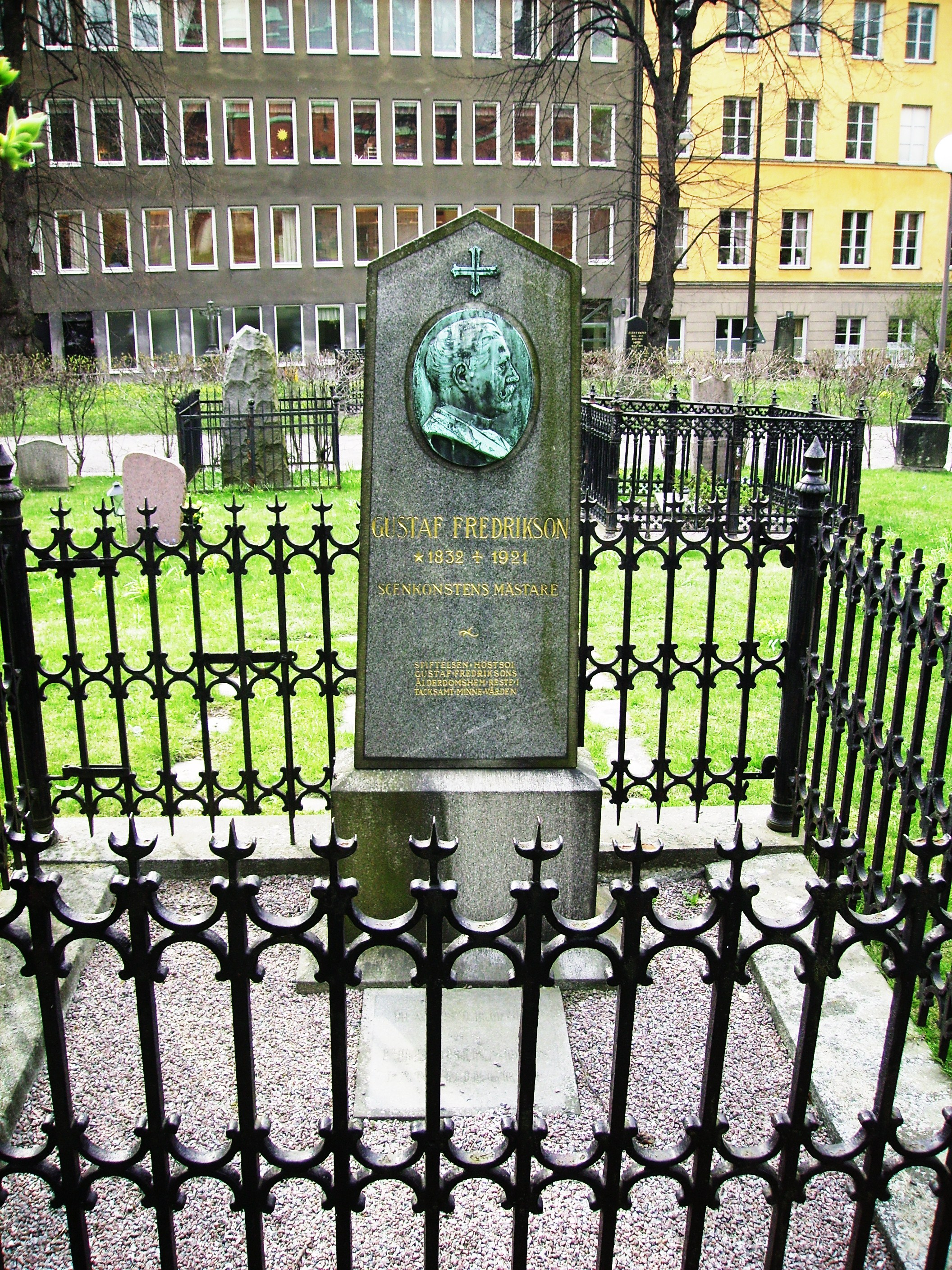
Fredriksons gravvård, Johannes kyrkogård, Stockholm